# 이시다역 (교토부)
이시다역(일본어: 石田駅)은 일본 교토부 교토시 후시미구에 있는 교토 시영 지하철 도자이 선의 역이다. 역 번호는 T02이다.

## 역 구조
1면 2선의 섬식 승강장이 있고 스크린도어가 설치되어 있다. 도자이 선의 역마다에 제정되어 있는 스테이션 컬러는 ■남색이다.

### 승강장
| 1 | 도자이 선 | 야마시나・가라스마오이케・우즈마사텐진가와 방면 |
| 2 | 도자이 선 | 로쿠지조 행                                     |

## 역 주변
- 교토 시립 이시다 초등학교
- 호카이지
- 가야오 신사
- 다이주 단지, 다이고이시다 단지, 오구루스키타 단지 등 대규모 시영・부영 공단 단지군

## 역사
- 2004년 11월 26일: 교토 시영 지하철 도자이 선 다이고 ~ 로쿠지조역간 연장 개통으로 영업 개시.
- 2007년 4월 1일: IC카드 "PiTaPa"의 사용 개시.

## 인접역
| 교토 시 교통국 도자이 선   | 교토 시 교통국 도자이 선 | 교토 시 교통국 도자이 선         |
| -------------------------- | ------------------------ | -------------------------------- |
| T01 로쿠지조 로쿠지조 방면 |                          | 다이고 T03 우즈마사텐진가와 방면 |